# Dollar Down, Dollar a Week
Dollar Down, Dollar a Week è un cortometraggio muto del 1913 scritto e diretto da Colin Campbell.

## Produzione
Il film fu prodotto dalla Selig Polyscope Company.

## Distribuzione
Distribuito dalla General Film Company, il film - un cortometraggio di 150 metri - uscì nelle sale cinematografiche statunitensi il 23 aprile 1913.
Nelle proiezioni, veniva programmato con il sistema dello split reel, accorpato in un'unica bobina con un altro cortometraggio prodotto dalla Selig, il drammatico Love, the Winner.